# Śluza Ratowice
Śluza Ratowice – śluza wodna zlokalizowana w 227,40 km biegu rzeki Odry, w ramach Stopnia Wodnego Ratowice. Śluza Ratowice jest śluzą komorową, pociągową, położoną na Odrzańskiej Drodze Wodnej, stanowiącą Europejski Szlak Wodny E–30. Wymiary śluzy wynoszą 187,0 × 9,6 m, przy spadzie wynoszącym 2,4 m. Zamknięcia stanowią wrota wsporne. Wybudowana została w latach 1910–1911.
Śluza Ratowice jest położona na skanalizowanym odcinku rzeki Odra, w wybudowanym kanale skracającym – kanale wodnym stanowiącym cięciwę dla zakola rzeki. Poprzednimi śluzami na śródlądowym szlaku wodnym są Śluzy Oława położone w odległości 12,2 km (Śluza Oława II), a następnymi są Śluzy Janowice położone w odległości 4,6 km od Śluzy Ratowice.

## Galeria

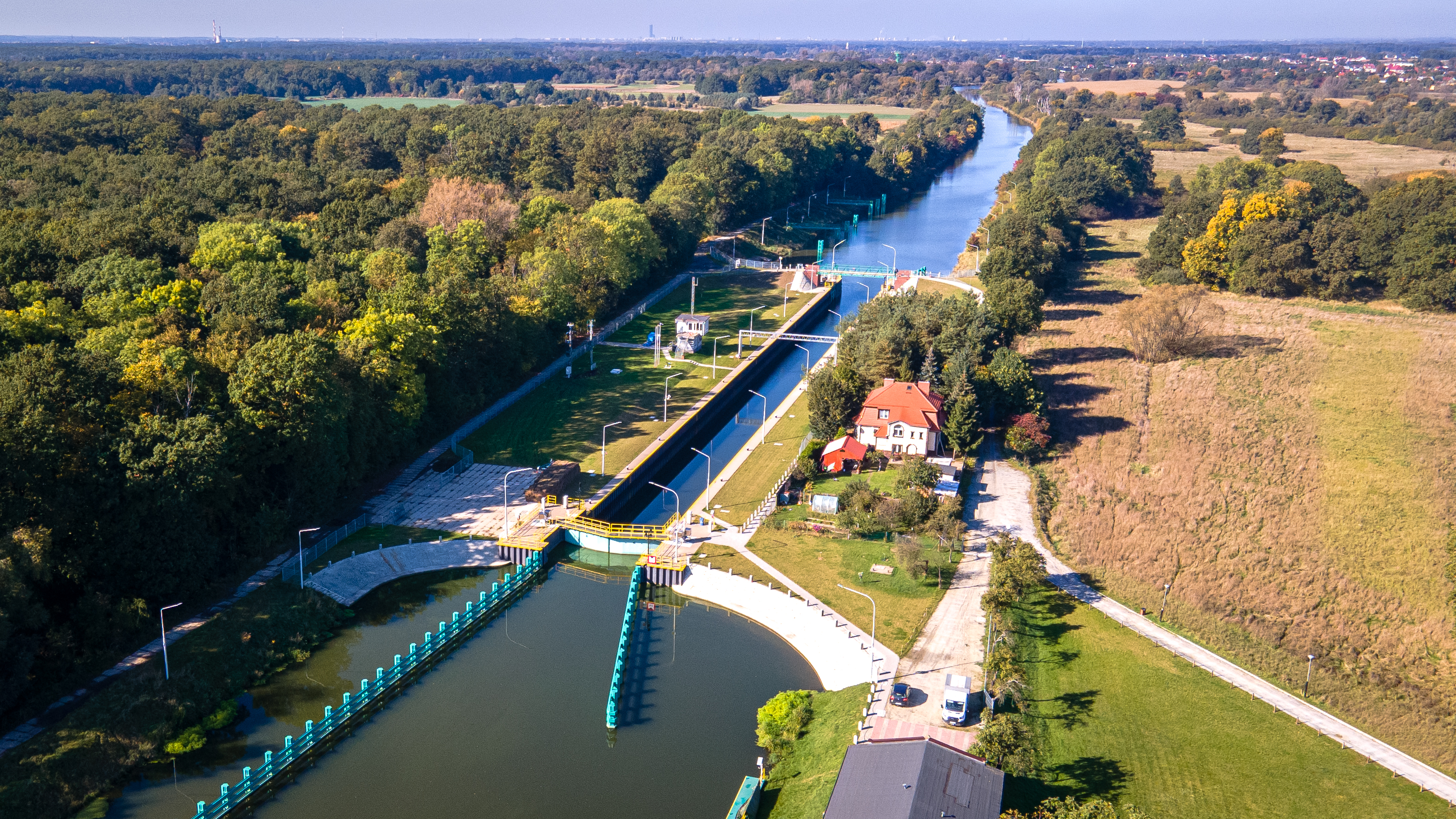
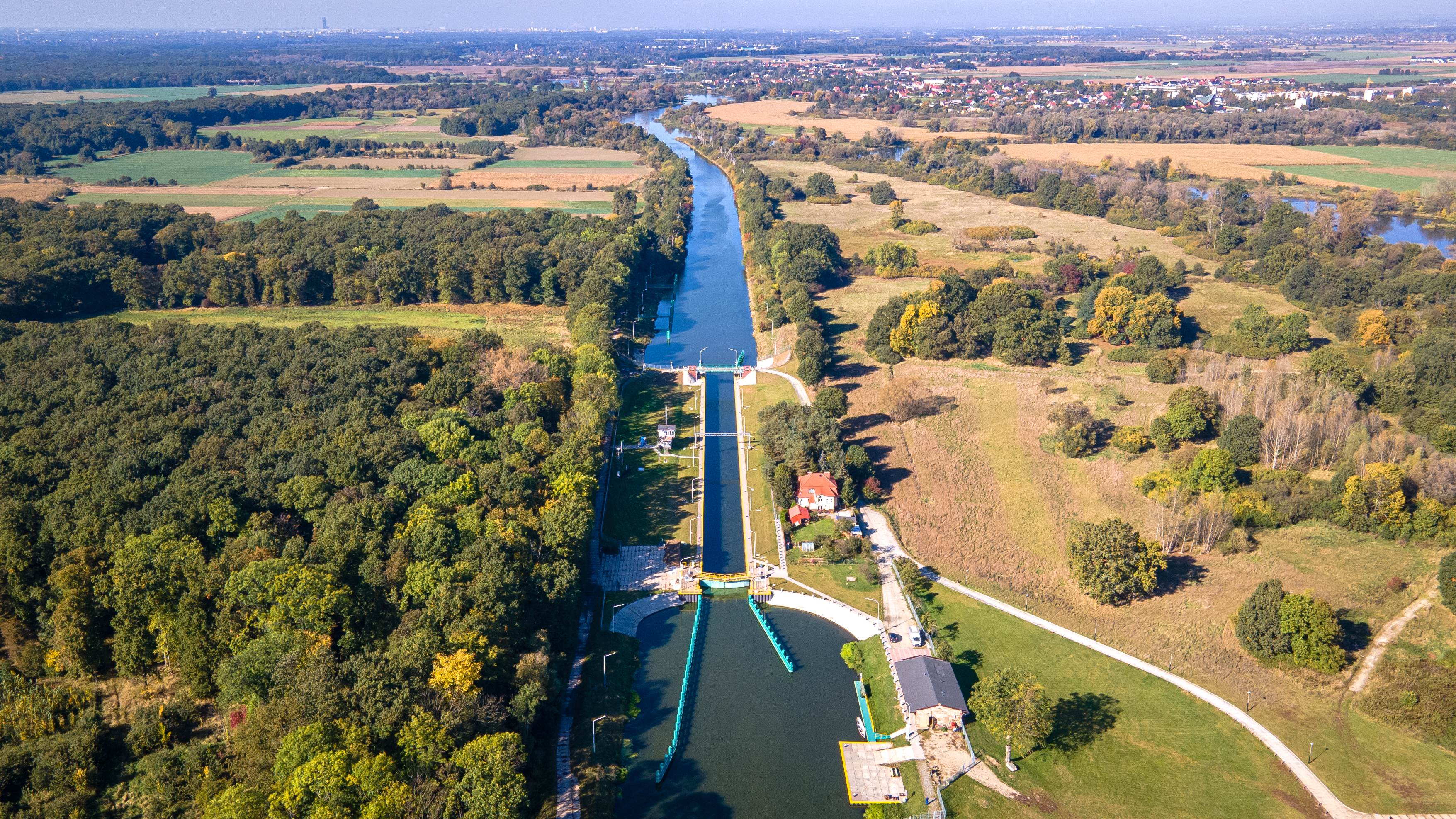
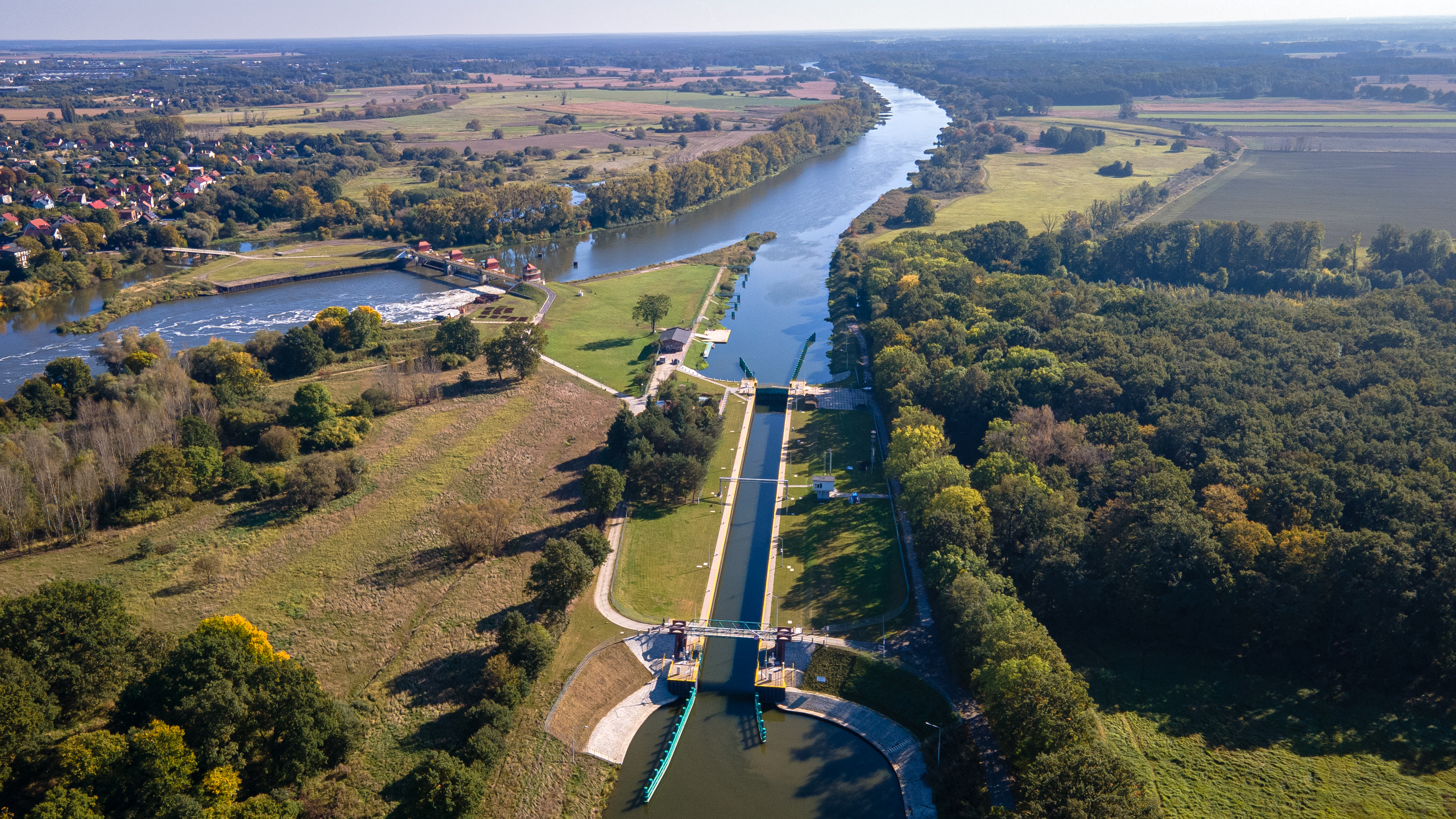